# Emigrant Pass
Emigrant Pass é um caminho de montanha no condado de Eureka Nevada, Estados Unidos. Ele conduz-nos à Interstate 80 através do noroeste do condado de Eureka, alcançando a altitude de 1.883 m.